# Kocc Barma Fall
Pour les articles homonymes, voir Barma et Fall.
Kocc Barma Fall (1586-1655) est un philosophe sénégalais (Sénégambien ou Cayorien pour être exact. Le Sénégal n'existait pas à l'époque). De son vrai nom Birima Maxuréja Demba Xoré Faal (Birima Makhourédia Demba Kholé Fall), Kocc Barma Fall fut certainement le plus grand penseur et philosophe sénégalais et l'un des plus grands en Afrique. Son imagination fertile, sa vivacité d'esprit et ses maximes métaphoriques font partie de l'univers de la culture wolof. « Suñu màam kocc » (notre grand-père), comme l'appellent affectueusement les Sénégalais, était aussi soucieux de l'injustice des damels (titre du roi du Cayor) envers le peuple. Durant toute sa vie il a eu à affronter certains Damels jugés injustes et tyranniques.

## Biographie
Kocc Barma Fall serait né en 1586 à Ndiongué Fall, village fondé par son grand-père dans le royaume du Cayor.

Fils de Makhourédia Fall Demba Khoulé et de Nguéné Khéwé, Kocc grandit dans sa maison familiale en même temps que ses frères dont les plus connus sont Mahanta Fall, Demba Kholé (qui porte le nom du grand-père), et Fayiné et Fatou Fall, ses sœurs cadettes. 
Kocc Barma Fall est issu d'une famille noble de la haute aristocratie wolof et était le cousin du damel (roi du Cayor) Daour Demba Fall. On raconte d'ailleurs que c'est très tôt pendant son enfance que Kocc Barma Fall se révéla à ses parents, à son entourage et finalement à son village qui prédirent ensemble un avenir radieux, pour cet enfant aux signes d'intelligence évidents.

## Sa relation avec les Damels
La venue de Kocc Barma Fall coïncide avec le moment où le peuple cayorien traversait une passe difficile avec Daou Demba, un damel féroce, un despote qui en faisait voir de toutes les couleurs à ses sujets et semait la terreur dans tout le Cayor. Daou Demba, 6e damel du Cayor, était le contemporain de Kocc avec qui il a fait la « case de l’homme » (circoncision) avant d'accéder au trône. Son règne dura d'ailleurs de 1640 à 1647, sept années qu'il partagea avec Kocc devenu par la force des choses son principal conseiller. Après Daou Demba qu'il renversa du pouvoir, Kocc collaborera avec le nouveau roi en la personne de Madior 1er avec qui il s'entendait plus ou moins jusqu'à la fin du règne de ce dernier en 1664. Mais la tâche de Kocc n'était pas facile, dans un Cayor passé maître dans l'art de créer des intrigues .

Mais dans les cours de ces rois, Kocc, un véritable phénomène de société dont l’intelligence était d'un cran supérieure à celui de ses contemporains, a su tirer son épingle du jeu en réussissant les prouesses les plus extraordinaires. Il n'a jamais cherché à accéder au pouvoir bien qu'étant de la famille royale. Sa préférence s’est limitée à résoudre les équations les plus difficiles pour les damels, à dénouer les imbroglios et à trouver des solutions pour libérer le peuple.

Daou Demba avait imposé au peuple du Cayor sa loi, allant jusqu'à leur interdire de consommer de la viande de bête fraîchement abattue, de se regrouper etc.
 
Aussi, avant de livrer les jeunes filles à leurs époux, il fallait que ces derniers passent trois jours dans la cour du roi. C'est Kocc, interpellé par le peuple, qui leur a non seulement donné le remède à cette situation, mais qui les a aidés à se débarrasser de ce souverain. 

D'ailleurs, c'est avec Daou Demba que s'est joué l’épisode des quatre touffes de cheveux que les Sénégalais connaissent par cœur.

## Son œuvre
On attribue à Kocc Barma Fall plus de cinq mille adages ou maximes, comme : « Il ne manque pas d'hommes qui désirent le bien-être, mais ceux qui le procuraient ne sont plus.... ».

Le Damel, à la tête d'une armée nombreuse, était venu piller Ndate, une ville importante du royaume, et détruire tout. Les habitants demandèrent qu'on épargne au moins leurs vies, mais ils furent massacrés. Le philosophe n'était pas au courant des intentions du roi ; il apprit ce qui s'était passé par des gens qu'il rencontra sur sa route, portant en terre le corps d'une des malheureuses victimes. Aussitôt Kocc arrêta le convoi et s’adressa au défunt :

« Va dire à nos ancêtres qu'aujourd'hui la mort est préférable à la vie. Va dire à nos aïeux que de leur temps le commandement était entre les mains d'hommes libres qui connaissaient l’honnêteté et le devoir; qu'ils sont heureux de jouir du repos de la tombe, car ce sont des esclaves qui commandent aujourd'hui, ce sont des esclaves qui exécutent les injustes volontés de leur maître, pour en être favorisés. « Va leur dire qu''il ne manque pas d'hommes qui désirent le bien-être, mais que ceux qui le procuraient ne sont plus'... ».

Le Damel, ayant appris que Kocc s'était permis de tenir un discours si républicain, résolut la mort du philosophe. Il fit creuser un grand trou dans la terre, en fit couvrir la surface avec des branches d'arbre très minces et mit du sable par-dessus, afin que le philosophe en voulant s'y asseoir fût enterré vif. Kocc fut informé de ce piège ourdi par le damel. Il creusa alors à partir du milieu de sa case un tunnel souterrain qui communiquait directement avec la cour du damel. Son piège achevé, Sa Majesté fit venir Kocc, le reçut avec courtoisie et le pria de s'asseoir en face d'elle. Kocc Barma obéit et tomba dans l'abîme qu'on se hâta de combler avec du sable. Le philosophe s'était rendu à sa case où il continuait à donner ses leçons comme auparavant, mais en cachette du roi qui le croyait mort. Le Damel par son arrogance et sa fierté tenait ses sujets loin de lui. On le craignait et on le détestait. Il voulut un jour faire la guerre au Teigne du Baol. Aucun guerrier ne répondit à son appel. Ses menaces et sa colère furent vaines. Il demanda alors à son Conseil de lui expliquer ce fait inhabituel  mais personne n'osa. On lui dit de faire venir Kocc qu'il croyait mort. On demanda Kocc alors à la cour du roi. Il s'y rendit fièrement. Interrogé sur le motif de cette révolte générale en temps de guerre, le philosophe répondit par cet adage : « Un arbre infructueux n'est pas fréquenté », faisant comprendre au Damel que c'est en aimant ses sujets qu'un roi devient cher et précieux à son peuple et qu'il peut compter sur son dévouement. Mais un prince orgueilleux ne peut et ne doit s'attendre qu'à être abandonné en temps de guerre. Cette leçon servit au Damel, il devint généreux et bon roi.

Autre maxime de Kocc : « Un ami est unique, il ne peut y en avoir plusieurs ».

Mafal, fils aîné de Kocc Barma, était un adolescent. Son père lui disait constamment que parmi tous ses compagnons, un seul était réellement son ami mais celui-ci ne voulait pas le croire. Un jour, fatigué de la persistance de son fils dans ses fausses idées, il lui donna cet avis : « Mon fils » lui dit-il, « feins un malheur quelconque, celui par exemple d'avoir assassiné, par vengeance, le fils du roi. Au milieu de la nuit va haletant et tremblant invoquer le secours de tes amis. Ceux qui t'aimeront partageront assurément ton malheur, tandis que les autres t'abandonneront. J'ai parlé !! ».

Sûr de son opinion et pour prouver à son père qu'il a tort, Mafal, dès le soir même, se revêt de ses habits de guerre, s'arme de son poignard et de sa lance et va trouver l'un après l'autre tous ces amis. Celui à la porte duquel il tapa en premier lieu dormait tranquillement. À la voix de son ami, il se leva en sursaut. « Qui est là? Quoi? est-ce Mafal? » - « Ami, c'est bien moi » rétorqua Mafal, « Mon étoile est funeste. Elle aurait dû être rouge quand je naquis ! J'ai tué par vengeance le fils du roi et maintenant je ne sais quel parti prendre ! » - « Fuis, malheureux », répondit le prétendu ami, « si tu rencontres la forêt, cache-toi dans sa profondeur ; fuis loin des hommes qui te chercheront pour venger le sang des rois. j'ai parlé ! ». Et il referma sa porte, tremblant de terreur. Le second et les quatre autres se comportèrent plus ou moins de la même manière. Le dernier, qui lui paraissait le moins ardent de tous, se montra tout autre. Il venait de se marier le jour même. Après avoir passé toute la journée en fête, il venait à peine de fermer sa porte quand quelqu'un frappa à sa porte. C'était la voix d'un ami qui se faisait entendre. Il ouvrit et introduit son ami. Après avoir écouté son histoire, il lui dit : « Eh bien ! je suis à toi jusqu'à la mort ». Il s'arme immédiatement et dit à son épouse :  « Va dans la case de ta mère, femme, et sois libre. Dieu est bon! Si tu trouve un jeune homme dont l'amour m'efface dans ton cœur, tu seras maîtresse de ta volonté. Ton époux a parlé ! » Il part alors avec son ami.

Ils marchèrent plusieurs jours vers le couchant, en silence. Enfin Mafal, sortant comme d'un profond sommeil, saisit la main de son ami, la serra tendrement et l'invita à s'asseoir. « Après tout », lui dit-il,  « pourquoi fuir ? N'est ce pas une honte de fuir sa patrie et ses affections pour la seule crainte de la mort? retournons sur nos pas, et s'il faut périr, au moins nous mourrons avec gloire et la terre de nos pères sera notre tombe ». Cette idée plut à son compagnon et ils retournèrent au Cayor.

Quelques jours après,le vieux Kocc, qui commençait à s'inquiéter de la longue absence de son fils, accueillait les fugitifs avec son soulagement. - « Mon père », dit Mafal, « celui-ci est ton fils. De tous mes amis, lui seul a voulu partager mon malheur et mourir avec moi ».
Cette mise à l'épreuve fait partie de l'apprentissage dans la société wolof, faire découvrir la vérité par la ruse.

## Kocc Barma et ses touffes de cheveux
Il faut savoir que les Wolofs avaient l'habitude de raser la totalité de leur tête. Mais Kocc Barma avait réservé sur sa tête quatre touffes de cheveux. « Chacune de ces touffes », disait-il, « représente une vérité morale connue de moi et de ma femme ».
Sa femme avait de son côté un fils de premier lit (dans un premier mariage).

Le Damel, piqué de curiosité, chercha longtemps et en vain à découvrir le secret. Il eut enfin recours à la ruse. Il fit venir la femme du philosophe qu'il gagna à force de cadeaux. Elle dit alors la vérité morale des quatre touffes qui sont :

- « Un roi n'est pas un parent ni un protecteur »
- « Un enfant du premier lit n'est pas un fils mais une guerre intestine »
- « Il faut aimer sa femme, mais ne pas lui donner toute confiance »
- « Un vieillard est nécessaire dans un pays »

Le roi fut furieux du premier symbole et condamna le philosophe à mort. Pendant qu'on allait exécuter Kocc, un vieillard jouissant d'un grand crédit auprès du roi par sa sagesse et sa prudence, et désireux du bien du pays, alla trouver  le Damel et lui montra que la mort de Kocc serait une perte irréparable dans le royaume, et qu'on avait besoin de ses conseils dans les circonstances difficiles. Pendant ce temps le fils de la femme du condamné, remarquant que Kocc s'était revêtu d'habits qui ne lui appartenaient pas, s'écria : « Il porte mes habits. Il ne faut pas qu'ils soient tachés de sang. Déshabillez-le avant de le tuer ! »

Le vieillard avait obtenu la grâce de Kocc qui fut amené auprès du roi. Vivement réprimandé sur ses idées singulières, Kocc répondit sans s'émouvoir :

« N'est-il pas vrai qu'un roi n'est ni parent ni protecteur, puisque pour un secret que je ne vous ai point révélé et que j'avais bien droit de garder, vous m'avez condamné à mort, à tort, oubliant et les services que je vous ai rendus et l'amitié constante qui nous avait liés depuis notre enfance ? »

« N'est-il pas vrai qu'il faut aimer sa femme et ne pas lui donner toute confiance, puisque ma femme, que je n'avais rendue dépositaire de mon secret que pour éprouver sa fidélité, l'a trahi pour de vils présents ? »

« N'est-il pas vrai qu'un enfant de premier lit n'est pas un fils mais une guerre intestine, puisqu'au moment où il aurait dû pleurer son père, condamné à mort, il ne pensait, au contraire, qu'à lui réclamer des habits dont il craignait la perte ? »

« N'est-il pas vrai qu'un vieillard est nécessaire dans un pays, puisque sans un vieillard sage et prudent dont la gravité a su dominer votre passion, je ne vivrais plus dans ce moment, mais je serais mort, victime de votre injuste colère ? »

## Autres maximes de Kocc
Parmi les maximes de Kocc on peut citer : « Suivez les conseils de trois personnes, ne suivez pas les conseils de trois autres »
Voici l'explication :

Le premier cas concerne le père, la mère et le fils aîné ; le second concerne la femme, l'esclave et le griot. Kocc disait qu'il fallait suivre les avis de son père, de sa mère et de se méfier de ceux de sa femme, de son esclave et de son griot ; parce que le père, la mère et le fils aîné sont animés des mêmes intérêts ; ceux-ci pour le bien de leur fils et celui-ci pour le bien de ses parents et que toutes les fois qu'il s'agirait de dévouement, d'honneur et de gloire, de viles considérations ne fermeraient pas leur cœur. La femme, au contraire, l'esclave et le griot, ayant intérêt sur les biens d'un homme, pourraient se laisser guider dans leurs conseils par une passion quelconque.

Kocc barma disait aussi « so bëgg e ray as goor deeko jox bess bu nekk lumu dundee bu yagg e nga def ko mala ». (si tu veux enlever à une personne sa dignité, son humanité, donne-lui chaque jour de quoi se nourrir. À la longue tu feras de lui un animal).
Kocc avait compris que la dépendance était une poison dans la société. Il disait aussi que si un peuple pense que tout ce qui le nourrit il doit le quémander à l'extérieur et qu'il en prenne l'habitude, toutes les générations de ce peuple ne connaîtront qu'un seul mot dans leur langage : « Merci ».

## Postérité
Après Kocc Barma Fall, la société wolof a connu d'autres philosophes importants.

Sous le règne du Damel Madiakhère apparut un autre philosophe moraliste du nom de Masséni. Masséni était le petit-fils de Kocc Barma. Il a lui aussi laissé beaucoup d'adages et de maximes dont les plus connus sont :
- « Celui qui méprise son état, diminue son honneur »
- « Quand un fils ne se contente pas du toit paternel, c'est sa mère qui est impatiente »
- « Le pauvre qui craint le soleil, craint son bienfaiteur »
- « Dans le bien comme dans le mal, ce qu'on est obligé de cacher n'est pas rassurant »
- « Celui qui est fier de sa nudité, sera insolent étant habillé »
- « Qui passe par toutes les routes manque le chemin de sa maison »
- « Trois choses étant d'accord sont irrésistibles : la femme, le roi et le diable »
- etc.

Sous le règne du Damel Makhouradia apparut un philosophe d'un autre genre. Son nom était Biram Thiam Demba. Il proposait des énigmes que les Wolofs devaient résoudre.